# Tlacuatzin canescens
El tlacuachín (nahuatlismo de tlacuatzin) (Tlacuatzin canescens) es una especie de marsupiales didelfimorfos de la familia Didelphidae y único miembro del género Tlacuatzin .

## Zoogeografía
Esta especie es endémica de México, distribuyéndose sus poblaciones desde el sur de Sonora hasta Oaxaca, e incluso las islas Marías en la costa del océano Pacífico.
También hay registros aislados de ejemplares de esta especie en el centro de la península del Yucatán.
Señalan Voss y Jansa (2003) que existen algunas evidencias de la presencia de este pequeño marsupial en Guatemala, sin que los datos hayan podido ser confirmados definitivamente.

## Hábitat
Aunque se puede encontrar en numerosos y variados hábitats, prefiere los bosques mixtos en los que es apreciable el cambio estacional hasta una altura de 2100 m s. n. m.

## Características
Existe gran variabilidad en la apariencia individual de los ejemplares de marmosa canosa, especialmente entre las poblaciones que pueblan el Yucatán y las que se distribuyen por la costa occidental. Sin embargo, no hay evidencias aparentes de dimorfismo sexual.
Son animales de pequeña envergadura, posiblemente, a juicio de Zarza, Ceballos y Steele (2003), los marsupiales más pequeños que podemos hallar en tierras mexicanas, lo que unido a que su color grisáceo es claramente distinguible del rojizo de Marmosa mexicana hace que esta especie sea fácilmente identificable.
Los ojos están enmarcados por sendos círculos de pelo negro y las orejas son redondas, anchas y desnudas. La cola tiene capacidad prensil y está cubierta parcialmente de pelo. Suele llegar a medir aproximadamente lo mismo que el cuerpo (cabeza + tronco).

## Dieta
Hábiles y nocturnos como la generalidad de los didélfidos, los tlacuatzinos aprovechan numerosos recursos alimenticios, formando los insectos y otros invertebrados la base fundamental de su dieta.
fruta, [huevo (alimento)|Huevos]], lagartos, pollos jóvenes, pequeños roedores y otros recursos vegetales complementan su alimentación.

## Reproducción
Son animales solitarios que una vez que terminan la cópula abandonan el área de forma independiente. Durante el coito suelen suspenderse boca abajo el uno al otro haciendo uso de sus colas prensiles. El macho además, suele sujetar el cuello de la hembra con su boca.
Pueden parir durante todo el año, aunque la mayor parte de las hembras con crías han sido vistas entre julio y septiembre. Las hembras carecen de marsupio y las crías, normalmente entre 8 y 14 por camada se protegen con el pelo de la región ventral de la madre. Una vez que alcanzan aproximadamente 20 gramos, finalizan la lactancia y se independizan.

## Comportamiento
Los tlacuatzinos suelen construir nidos en el interior de troncos huecos, grietas en las rocas, matorrales, o cactus, que son tapizados con hojas secas. No obstante, existen evidencias de que no descartan utilizar los que abandonan las aves.
De hábitos nocturnos y solitarios, estos pequeños marsupiales para defender su territorio o a sus crías se muestran agresivos en sus encuentros con otros congéneres.
Aunque se desenvuelven perfectamente entre las ramas de árboles y arbustos, los ejemplares de esta especie de marmosa son de los que muestran mayor afinidad por el suelo.
La comunicación sonora en esta especie adquiere mayor relevancia durante las relaciones sexuales, pues los machos emiten pequeños y característicos gritos para atraer a las hembras en celo que, a su vez emplearán el mismo sistema para avisar al macho de su disponibilidad, comenzando entonces un intercambio de sonidos chillones que precede al apareamiento.

## Estado de conservación
La especie está clasificada en riesgo, apuntando como principales problemas para su supervivencia la pérdida de su hábitat deforestación, el atropellamiento por automóviles y la competencia con una especie introducida, la rata gris europea Rattus rattus. Tampoco está listada en los apéndices CITES.

## Rol ecológico
Son de gran importancia en el ámbito biológico pues proveen servicios ambientales como el control de pequeños vertebrados, y al alimentarse de numerosas frutas como higos o naranjas desempeña un papel relevante en la diseminación de las semillas.
Por lo que respecta a sus relaciones con el medio, cabe reseñar que se encuentra en un estadio intermedio de la cadena trófica, siendo presa de búhos, pumas y otros mamíferos y aves con hábitos nocturnos.